# Kościół św. Barbary w Tomicach
Kościół świętej Barbary w Tomicach – rzymskokatolicki kościół parafialny należący do parafii pod tym samym wezwaniem (dekanat stęszewski archidiecezji poznańskiej).
Jest to świątynia ufundowana przez chorążego poznańskiego Mikołaja Tomickiego w 1463 roku. Z powodu ograniczonych możliwości finansowych i konieczności jednoczesnego wyposażenia wnętrza kościoła oraz wzniesienia plebanii, Mikołaj Tomicki wybudował świątynię jednonawową, bez wieży. Fundator zdecydował się jednak na wybór droższego, ale trwalszego materiału – cegły, pomimo dostępności i niższych kosztów zakupu drewna. Tomicki zbudował świątynię w centralnym miejscu wsi – na przecięciu głównych dróg i w sąsiedztwie rodzinnego dworu Tomickich usytuowanego nad brzegami jeziora.
Budynek kościoła, zwrócony w stronę wschodnią, ze swojej architektury gotyckiej zachował jedynie formę bryły ze stromym i spadzistym dachem oraz mocnymi szkarpami. Pierwsze elementy barokowe – chrzcielnice i ołtarz główny, zostały wprowadzone w II połowie XVII wieku przez rodzinę Opalińskich. W 1761 roku, dzięki staraniom Doroty Jabłonowskiej, dokonano poważnych zmian w formie i wyposażeniu świątyni. Frontowi został nadany charakter barokowy, zmniejszona została liczba okien, a także zatarte zostały ich ostrołukowe zakończenia. Dodatkowo poważnie został obniżony sufit świątyni, tym samym zostało przysłonięte gotyckie sklepienie, a także zostały otynkowane ściany kościoła.
Wyposażenie wnętrza kościoła to głównie zdobne i bogato złocone elementy, reprezentujące styl barokowy i rokokowy, m.in.: ołtarze boczne św. Barbary oraz Matki Boskiej z Dzieciątkiem i ołtarz główny z rzeźbami św. Anny Samotrzeciej, św. Jadwigi i św. Doroty, św. Piotra i Pawła.